# Дикая природа Китая
Обширный и разнообразный ландшафт Китая является домом для огромного разнообразия и изобилия дикой природы. По состоянию на одну из 17 стран с мега вселенной в мире. Китай насчитывает, согласно одному из показателей, 7 516 видов позвоночных, включая 4936 видов рыб, 1269 видов птиц, 562 вида млекопитающих, 403 вида рептилий и 346 видов амфибий. По количеству видов Китай занимает третье место в мире по млекопитающим, восьмое — по птицам, седьмое — по рептилиями седьмое — по земноводным.
Многие виды животных являются эндемиками Китая, в том числе самый известный вид дикой природы страны — гигантская панда. В целом, около одной шестой части видов млекопитающих и двух третей видов земноводных в Китае являются эндемиками страны.
Дикая природа Китая делит среду обитания с самой большой в мире популяцией людей и испытывает на себе острое давление со стороны них. По меньшей мере 840 видов находятся под угрозой исчезновения, уязвимы или находятся под угрозой локального исчезновения в Китае, главным образом из-за деятельности человека, такой как разрушение среды обитания, загрязнение окружающей среды и браконьерство ради продуктов питания, меха и ингредиентов для традиционной китайской медицины. Дикая природа, находящаяся под угрозой исчезновения, охраняется законом, и по состоянию на 2005 год в стране насчитывается более 2349 природных заповедников, занимающих общую площадь в 149,95 миллиона гектаров, что составляет около 15 процентов от общей площади суши Китая.

## Млекопитающие
В Китае насчитывается 495 видов млекопитающих, из которых тринадцать находятся под угрозой исчезновения, двадцать четыре находятся под угрозой исчезновения, сорок семь уязвимы и семь находятся на грани исчезновения. Один из видов, занесенных в список для Китая, больше не встречается в дикой природе.

## Птицы
Орнитофауна Китая включает в общей сложности 1314 видов, из которых 52 являются эндемичными, два были интродуцированы человеком и 55 являются редкими или случайными. Один из перечисленных видов уничтожен в Китае и не включен в список видов. Восемьдесят семь видов находятся под угрозой исчезновения во всем мире.

## Рептилии
В Китае насчитывается около 403 различных видов рептилий, которые можно встретить во многих средах обитания, включая пустыни, луга, реки и леса. Это страна с седьмым по величине количеством различных видов рептилий.

## Амфибии
В Китае обитает 346 видов земноводных. Разнообразие амфибий в Китае больше, чем в любой другой стране Старого Света, и оно занимает 5-е место во всем мире. Фауна земноводных Китая включает в себя важный элемент широко распространенных, в целом не угрожаемых видов, хотя 27,3 % видов земноводных вымерли или находятся под угрозой исчезновения, и поскольку оценки сохранения китайских земноводных начались только недавно, вполне вероятно, что текущие данные об угрозах для земноводных недостаточны. Несколько видов земноводных в Китае имеют очень ограниченное географическое распространение.

## Рыбы
Только в пресноводных водоемах Китая обитает более 1000 видов рыб. Самым разнообразным отрядом являются карпообразные, за которыми следуют силуриформные. Янцзы — самый богатый речной бассейн в стране, и в нем обитает более 350 видов пресноводных рыб (а также несколько видов, обитающих также в солоноватой или соленой воде). Большой процент из них являются эндемиками страны, и многим из них угрожает серьезная опасность. Среди прочего, есть опасения, что китайская гребешковая рыба, а также несколько видов из озер Юньнань (в частности, Дянь, Эрхай, Фусянь и Илун) уже вымерли. В Китае гораздо больше видов пещерных рыб, чем в любой другой стране мира.